# Jérôme Lafargue (sociologue)
Pour les articles homonymes, voir Jérôme Lafargue et Lafargue.
Jérôme Lafargue, né le 2 décembre 1968  dans les Landes, est un écrivain et sociologue français, maître de conférences en science politique à l'Université de Pau et des Pays de l'Adour.

## Œuvres

### Fiction
- Les Venues, Serres-Morlaàs, France, Éditions Atelier In8, coll. « La Porte à côté », 2007, 26 p.  (ISBN 978-2-916159-41-6)
- L’Ami Butler, Meudon, France, Quidam Éditeur, coll. « Made in Europe », 2007, 179 p.  (ISBN 978-2-915018-23-3)[1]

- Prix Initiales 2007
- Prix ENS Cachan 2008
- Prix des lycéens 2008 Fondation Prince Pierre de Monaco
- L’Effacement des potences, Rennes, France, Éditions Wigwam, 2009, 10 p. (BNF 41462915)
- Dans les ombres sylvestres, Meudon, France, Quidam Éditeur, coll. « Made in Europe », 2009, 185 p.  (ISBN 978-2-915018-36-3)[2]
- L’Année de l’hippocampe, Meudon, France, Quidam Éditeur, coll. « Made in Europe », 2011, 292 p.  (ISBN 978-2-915018-61-5)[3]
- Nage entre deux eaux, Serres-Morlaàs, France, Éditions Atelier In8, coll. « La porte à côté », 2011, 23 p.  (ISBN 978-2-36224-014-0)
- En territoire Auriaba, Meudon, France, Quidam Éditeur, coll. « Made in Europe », 2015, 184 p.  (ISBN 978-2-915018-83-7)[4]
- Au centuple, éditions de L'Attente, 2017
- Un souffle sauvage, éditions du Sonneur, 2017
- Le temps est à l'orage, Quidam Éditeur, 2019
- Par les flammes, éditions L'Ire des Marges, 2020
- Lisière fantôme, Quidam Éditeur, 2023
- Pamoja !, Quidam Éditeur, 2025

### Essais
- Contestations démocratiques en Afrique. Sociologie de la protestation au Kenya et en Zambie, Paris, Éditions Karthala, coll. « Hommes et sociétés », 1996, 430 p.  (ISBN 2-86537-695-8)
- La Protestation collective, Paris, Nathan, coll. « Sciences sociales », 1998, 128 p.  (ISBN 2-09-191011-2)
- Protestations paysannes dans les Landes. Les Gemmeurs en leur temps, 1830-1970, Paris, L’Harmattan, coll. « Logiques politiques », 2001, 215 p.  (ISBN 2-7475-0634-7)
- Les Élections générales de 2007 au Kenya, dir., Paris, Éditions Karthala, coll. « Les Terrains du siècle », 2008, 263 p.  (ISBN 978-2-8111-0027-8)